# محسن افشار صادقی
 محسن خان افشار صادقی رضائیه (زاد ۱۲۶۸ ارومیه) بازرگان و نماینده رضائیه در چهار دوره مجلس شورای ملی بود.
پدرش اسمعیل خان افشار رضائیه از تجار و ملاکین معروف ارومیه بود. خودش نیز در حجره پدرش مشغول به کار شد و پس از چندی به کار خود استقلال داد و شهرت یافت. در انتخابات دوره چهاردهم مجلس شورای ملی در سال ۱۳۲۲ به نمایندگی از رضائیه به مجلس شورای ملی رفت.
در دوره شانزدهم که انتخابات آن در رضائیه از ۲۳ تا ۲۷ مهر ۱۳۲۸ برگزار شد، رضا افشار برنده انتخابات شد اما هیئت نظارت بر انتخابات با استناد به محکومیت کیفری او و سابقه ارتکاب جرم رشوه‌خواری که خلاف شرط «امانت» برای نمایندگی بود، برایش اعتبارنامه صادر نکرد و محسن خان افشار صادقی را نماینده شناخت که با اختلاف ۶۵۹ رأی نفر دوم انتخابات شده بود.
افشار  در دوره هفدهم نیز کرسی خود را در مجلس حفظ کرد. دوره‌های شانزدهم و هفدهم با نهضت ملی شدن صنعت نفت و نخست‌وزیری دکتر مصدق همزمان بود و او از مخالفان مصدق شد. به همین سبب پس از کودتای ۲۸مرداد ۱۳۳۲ نیز در دوره هجدهم به مجلس راه یافت.
فرزندان وی عبد الحسین خان افشار صادقی رضائیه بود که در جنگ نقده بهمراهی قره پاپاقها نقده را از اکراد پاکسازی نمود گفته میشود وی به تنهایی ۴۲ نفر از کردها را بهلاکت رساند
بعداز مدتهاعبدالحسین خان را از چاهی اویزان میکنند و در این اقدام وی به بیماری روانی گرفتار میشود گویی که میگویند تا وقتی کسی جلودارش نبود راه میفرت و اصلا صحبت نمیکرد وی دارای ۸ فرزند پسر و دو فرزند دختر بود همسر دوم وی بنام یویه از یهودیان فراری کشور فرانسه بود و بعدها با گرایش بدین اسلام مسلمان شد